# Copris hartli
Copris hartli là một loài bọ cánh cứng trong họ Bọ hung (Scarabaeidae).